# Seznam vrcholů v Českém lese

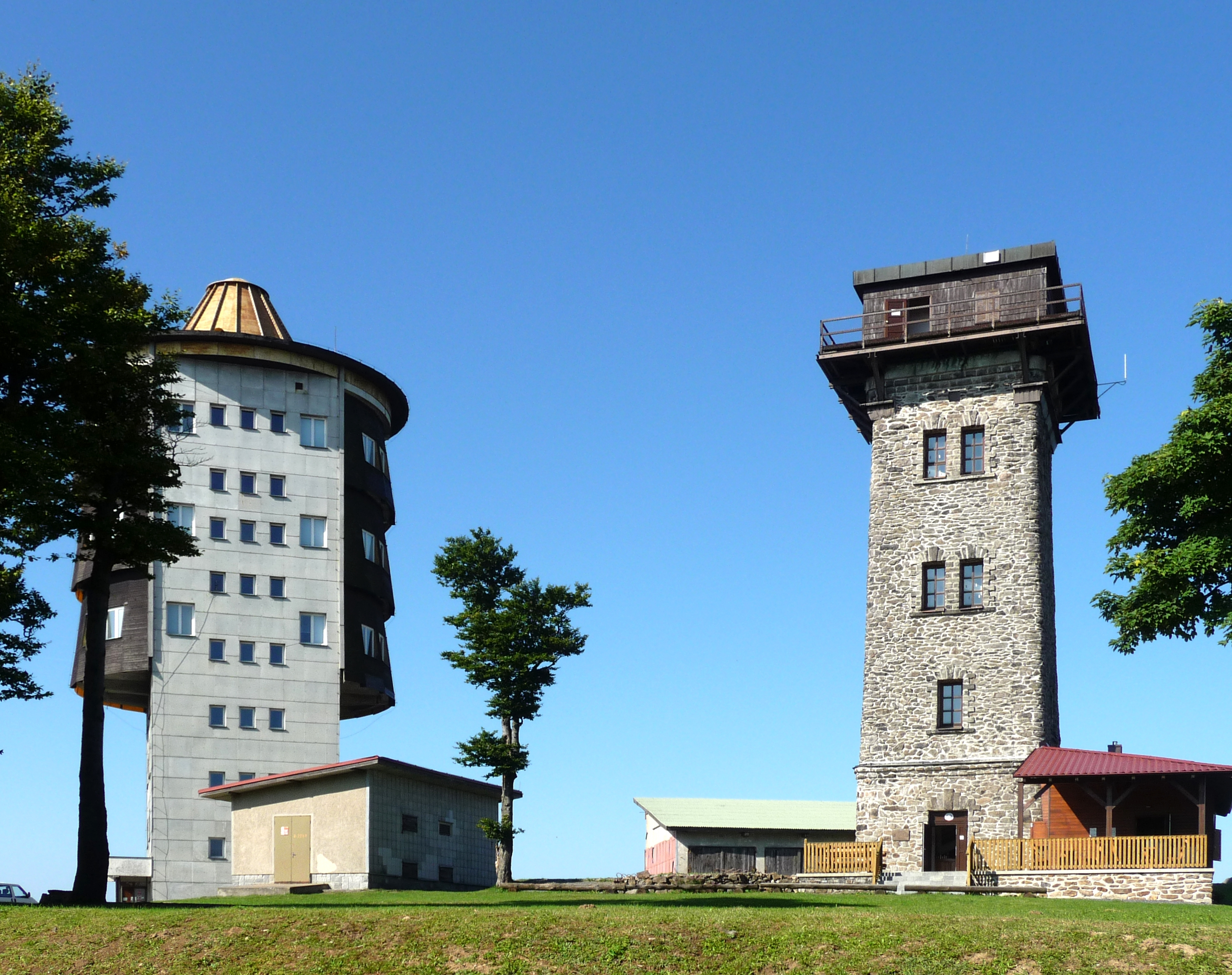
Čerchov (1042 m n. m.)

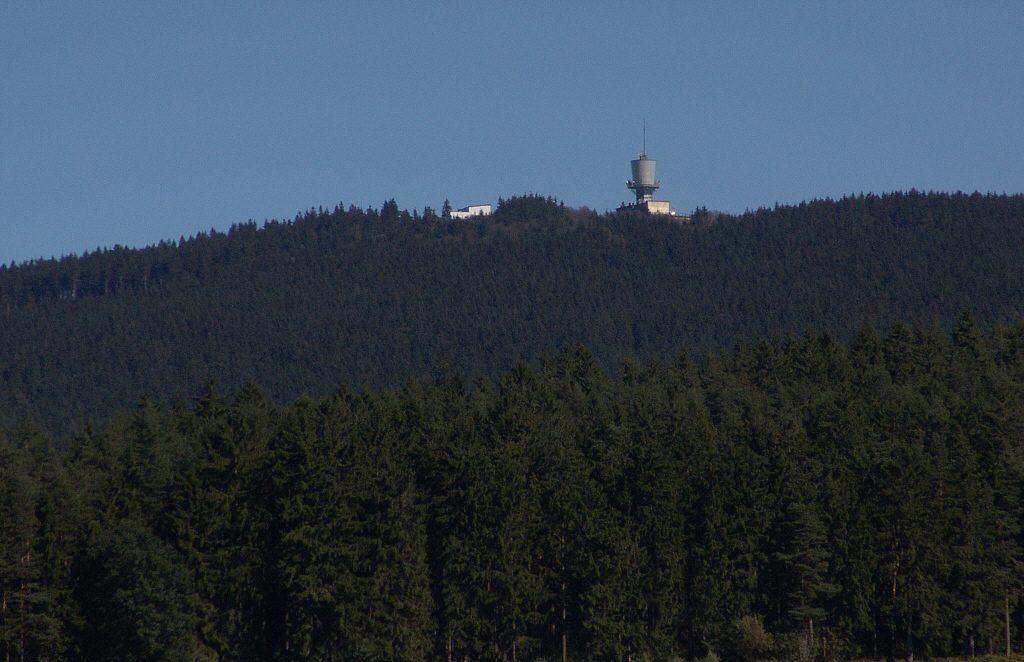
Dyleň (940 m n. m.)

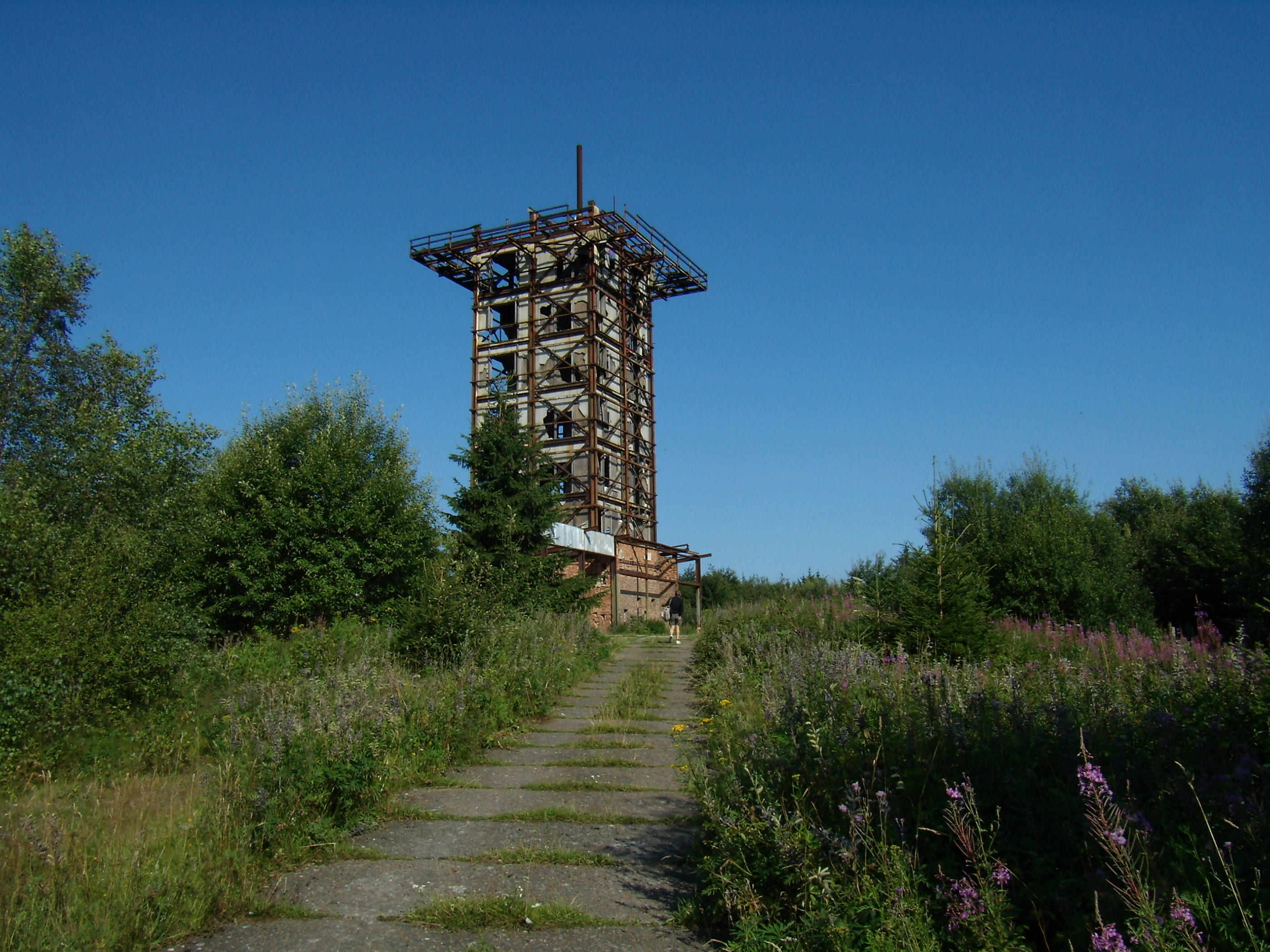
Havran (894 m n. m.)

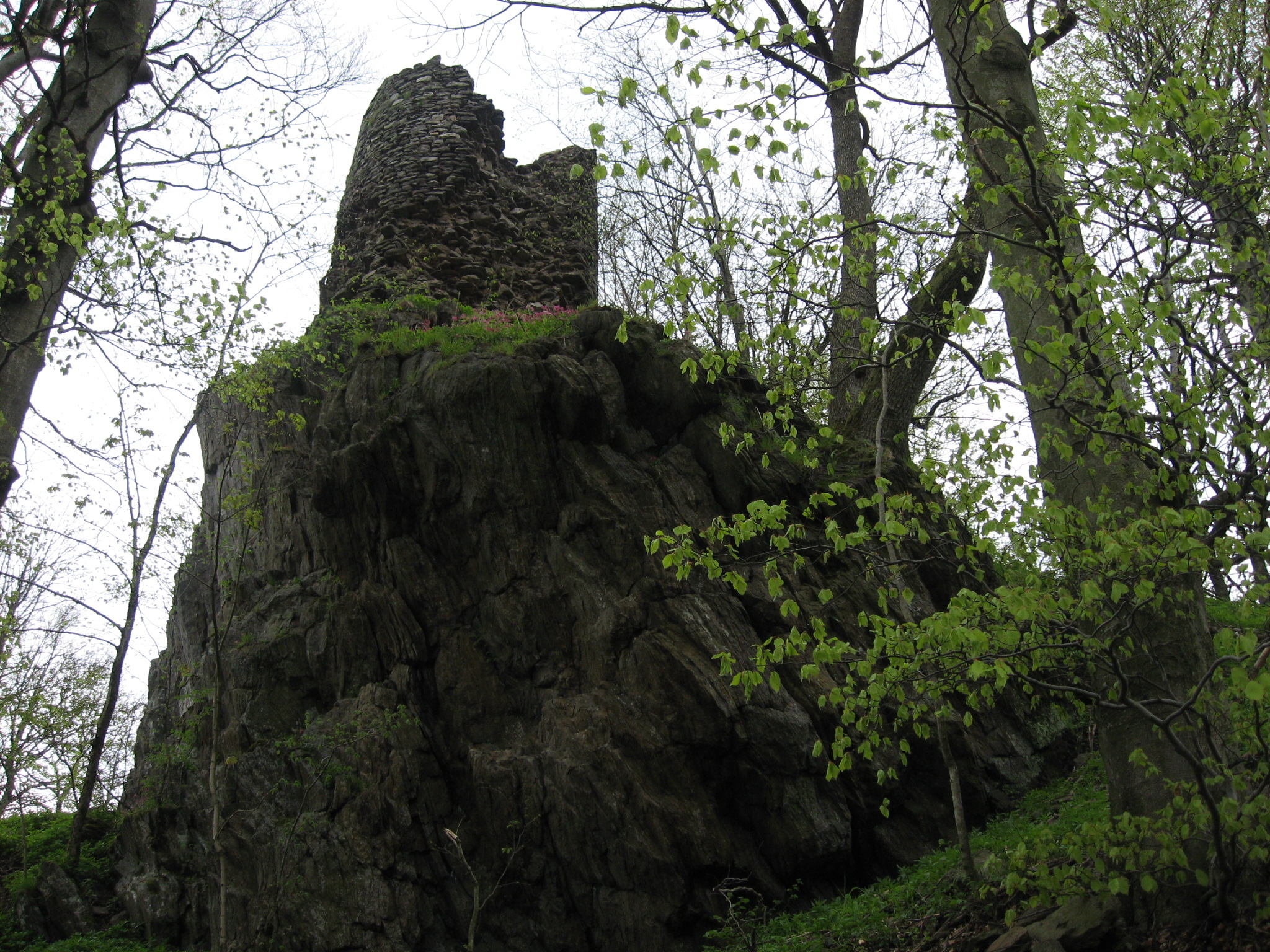
Starý Herštejn (878 m n. m.)

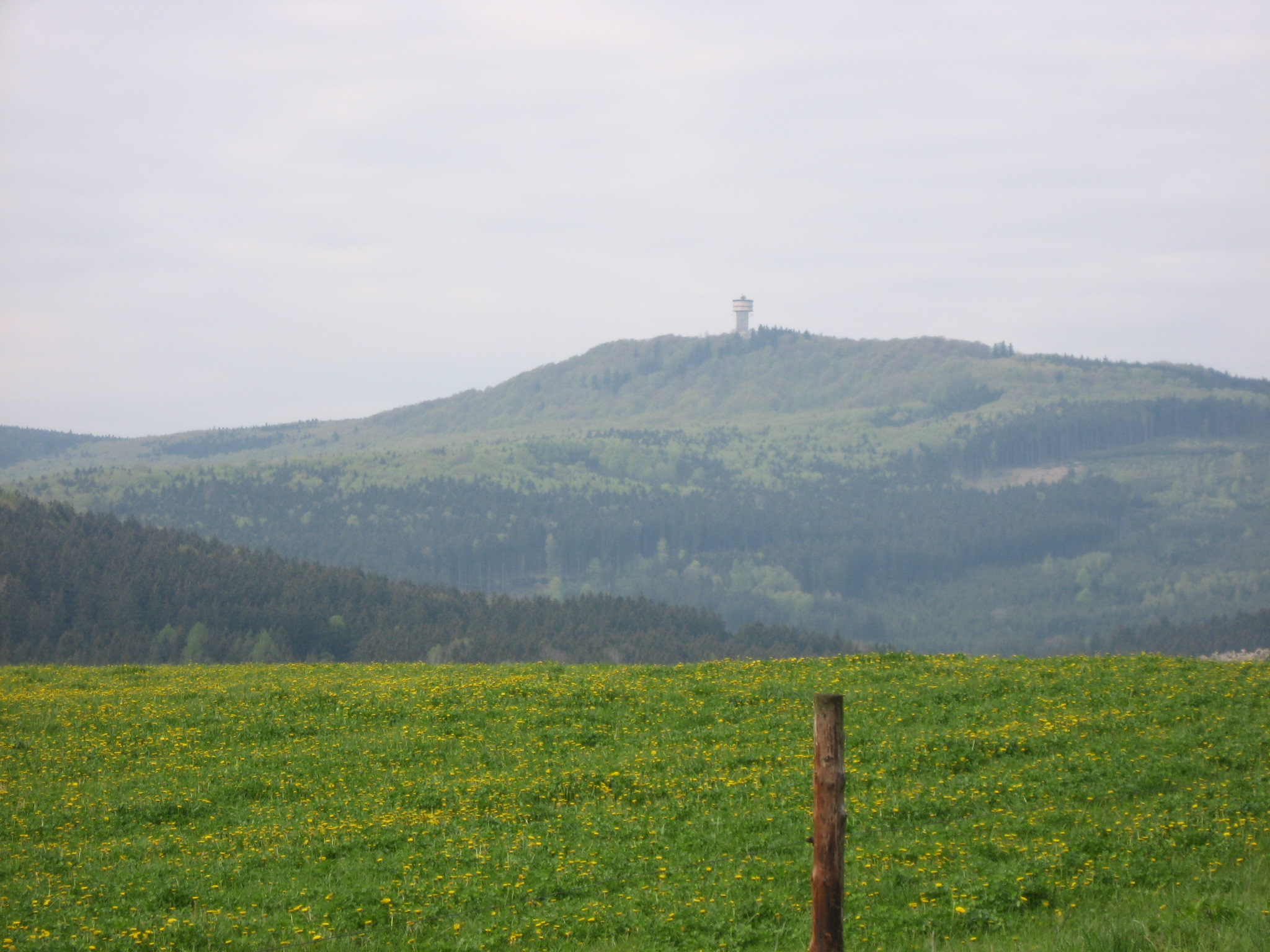
Velký Zvon (862 m n. m.)

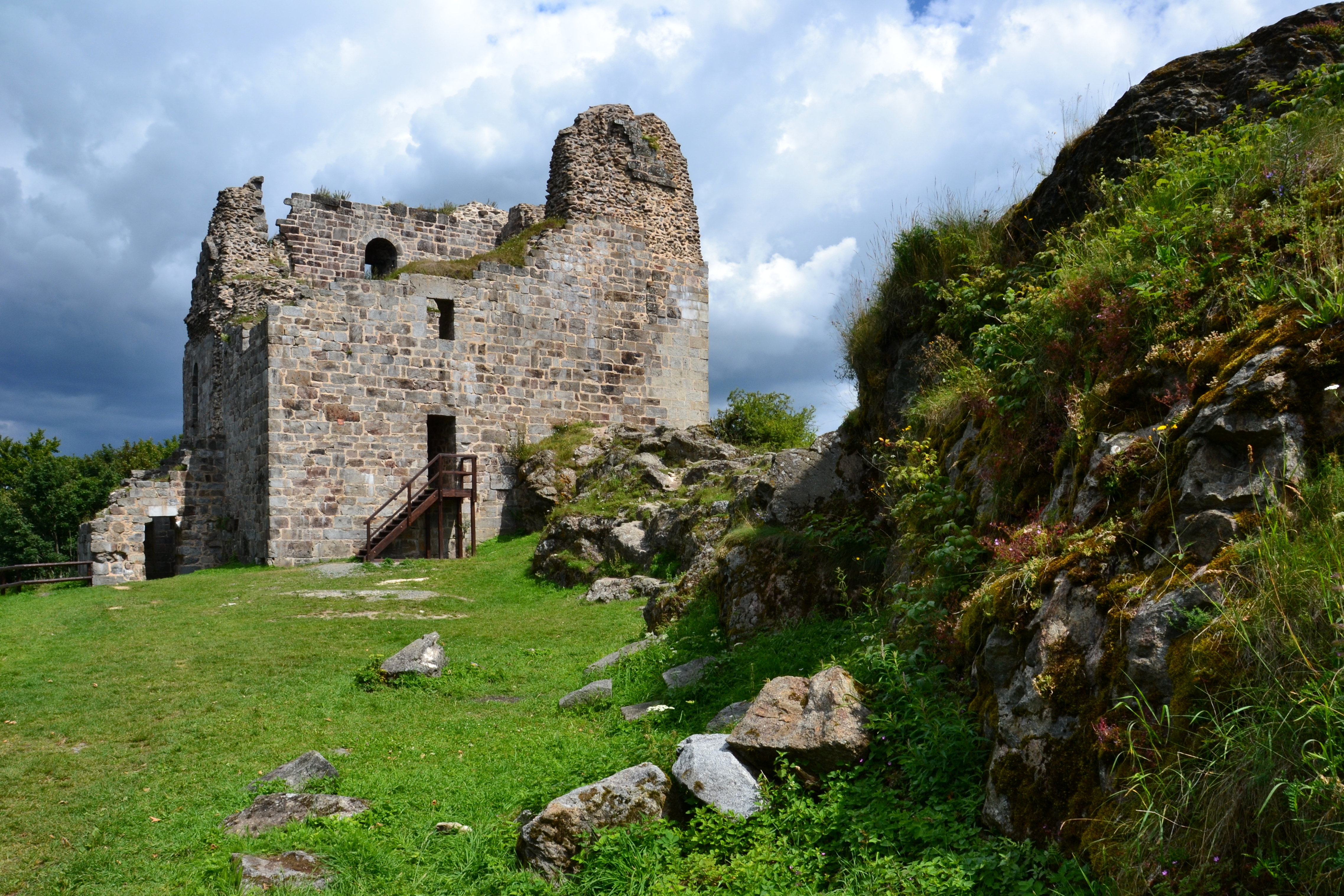
Přimda (848 m n. m.)

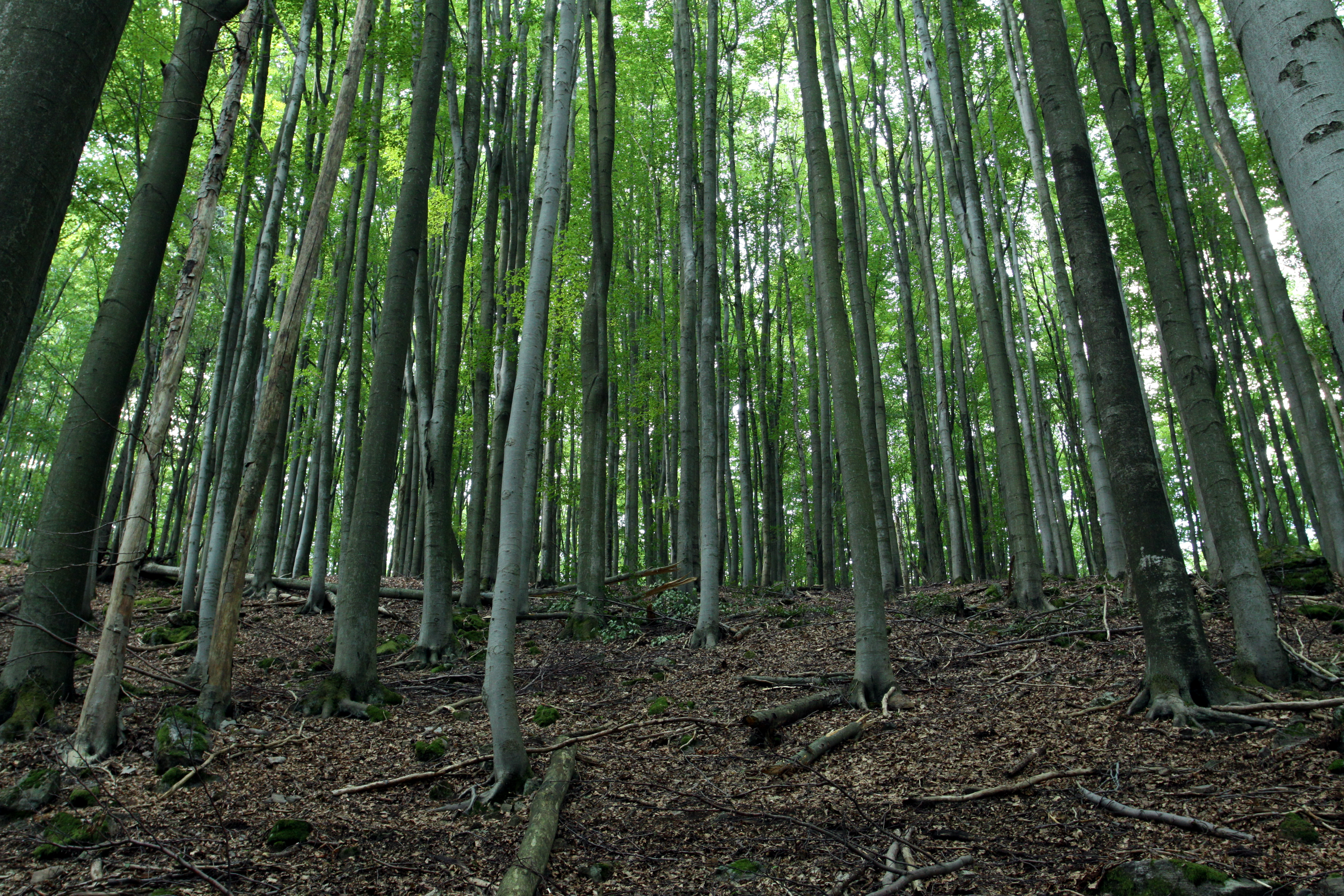
Malý Zvon (847 m n. m.)

Seznam vrcholů v Českém lese zahrnuje pojmenované vrcholy s nadmořskou výškou nad 800 m a všechny hory s prominencí (relativní výškou) nad 100 metrů v české části Českého lesa. Seznam vychází z údajů dostupných na stránkách Mapy.cz a ze základních map ČR. Jako hranice pohoří je uvažována hranice stejnojmenného geomorfologického celku.

## Seznam vrcholů podle výšky
Seznam vrcholů podle výšky obsahuje pojmenované vrcholy české části Českého lesa s nadmořskou výškou nad 800 m a prominencí nad 5 metrů. Celkem jich je 25, z toho 18 v podcelku Čerchovský les. V Českém lese jsou 2 tisícovky, ostatní hory měří méně než 1000 m n. m.
| #   | Vrchol           | Výška m n. m. | Promi- nence | Izolace (km)          | Souřadnice                       | Podcelek   | Přístup                                              |
| --- | ---------------- | ------------- | ------------ | --------------------- | -------------------------------- | ---------- | ---------------------------------------------------- |
| 01. | Čerchov          | 1042          | 527          | 19,4 → Schwarzriegel  | 49°22′59″ s. š., 12°47′02″ v. d. | Čerchovský | modrá turistická značka · zelená turistická značka   |
| 02. | Na skalce        | 1008          | 020          | 00,4 → Čerchov        | 49°22′56″ s. š., 12°46′36″ v. d. | Čerchovský | neznačeno                                            |
| 03. | Malý Čerchov     | 0988          | 009          | 00,2 → Čerchov        | 49°22′54″ s. š., 12°47′35″ v. d. | Čerchovský | modrá turistická značka                              |
| 04. | Malinová hora    | 0971          | 016          | 00,5 → Na skalce      | 49°23′19″ s. š., 12°46′34″ v. d. | Čerchovský | neznačeno                                            |
| 05. | Dlouhá skála     | 0969          | 045          | 01,0 → Na skalce      | 49°22′15″ s. š., 12°46′28″ v. d. | Čerchovský | neznačeno                                            |
| 06. | Dyleň            | 0940          | 336          | 10,4 → Lesný          | 49°58′05″ s. š., 12°30′10″ v. d. | Dyleňský   | červená turistická značka · zelená turistická značka |
| 07. | Smrčí            | 0939          | 049          | 01,0 → Dlouhá skála   | 49°21′39″ s. š., 12°46′58″ v. d. | Čerchovský | neznačeno                                            |
| 08. | Skalka           | 0927          | 020          | 00,6 → Malinová hora  | 49°23′31″ s. š., 12°45′57″ v. d. | Čerchovský | neznačeno                                            |
| 09. | Havran           | 0894          | 046          | 01,7 → Entenbühl      | 49°44′35″ s. š., 12°24′32″ v. d. | Přimdský   | modrá turistická značka · zelená turistická značka   |
| 10. | Škarmanka        | 0888          | 185          | 06,7 → Čerchov        | 49°27′13″ s. š., 12°45′04″ v. d. | Čerchovský | červená turistická značka                            |
| 11. | Haltrava         | 0885          | 052          | 01,6 → Škarmanka      | 49°26′31″ s. š., 12°45′57″ v. d. | Čerchovský | červená turistická značka                            |
| 12. | Starý Herštejn   | 0878          | 125          | 03,2 → Škarmanka      | 49°28′20″ s. š., 12°44′51″ v. d. | Čerchovský | červená turistická značka                            |
| 13. | Lysá             | 0870          | 086          | 01,8 → Starý Herštejn | 49°29′18″ s. š., 12°43′08″ v. d. | Čerchovský | žlutá turistická značka                              |
| 14. | Čupřina          | 0865          | 012          | 01,2 → Dyleň          | 49°57′06″ s. š., 12°29′11″ v. d. | Dyleňský   | červená turistická značka                            |
| 15. | Velký Zvon       | 0862          | 086          | 02,5 → Ebene          | 49°33′01″ s. š., 12°38′12″ v. d. | Čerchovský | neznačeno                                            |
| 16. | Bučina           | 0861          | 053          | 01,9 → Haltrava       | 49°25′24″ s. š., 12°46′34″ v. d. | Čerchovský | neznačeno                                            |
| 17. | Sádek            | 0854          | 030          | 00,7 → Bučina         | 49°25′45″ s. š., 12°46′55″ v. d. | Čerchovský | žlutá turistická značka                              |
| 18. | Velká skála      | 0852          | 018          | 00,4 → Škarmanka      | 49°27′48″ s. š., 12°44′29″ v. d. | Čerchovský | červená turistická značka                            |
| 19. | Přimda           | 0848          | 228          | 14,8 → Velký Zvon     | 49°40′58″ s. š., 12°40′06″ v. d. | Přimdský   | naučná turistická značka                             |
| 20. | Malý Zvon        | 0847          | 019          | 00,7 → Ebene          | 49°32′04″ s. š., 12°38′23″ v. d. | Čerchovský | neznačeno                                            |
| 21. | Sádkova skála    | 0846          | 023          | 00,7 → Sádek          | 49°26′02″ s. š., 12°46′26″ v. d. | Čerchovský | červená turistická značka · žlutá turistická značka  |
| 22. | Knížecí strom    | 0830          | 082          | 04,8 → Havran         | 49°45′56″ s. š., 12°28′35″ v. d. | Přimdský   | neznačeno                                            |
| 23. | Capartická skála | 0823          | 005          | 00,3 → Bučina         | 49°25′37″ s. š., 12°45′55″ v. d. | Čerchovský | neznačeno                                            |
| 24. | Tetřeví vrch     | 0816          | 043          | 01,5 → Knížecí strom  | 49°46′17″ s. š., 12°26′54″ v. d. | Přimdský   | neznačeno                                            |
| 25. | Mraveniště       | 0814          | 018          | 00,8 → Entenbühl      | 49°45′42″ s. š., 12°25′08″ v. d. | Přimdský   | neznačeno                                            |

## Seznam vrcholů podle prominence
Seznam vrcholů podle prominence obsahuje všechny hory české části pohoří s prominencí (relativní výškou) nad 100 metrů, bez ohledu na nadmořskou výšku. Celkem jich je 9, nejprominentnější horou je nejvyšší Čerchov (prominence 527 m), následován nejvyššími horami zbylých podcelků – Dylení a Přimdou. Čerchov je dokonce 10. nejprominentnější českou horou.
| #  | Vrchol         | Výška m n. m. | Promi- nence | Izolace (km)          | Souřadnice                       | Podcelek   | Přístup                                              |
| -- | -------------- | ------------- | ------------ | --------------------- | -------------------------------- | ---------- | ---------------------------------------------------- |
| 1. | Čerchov        | 1042          | 527          | 19,4 → Schwarzriegel  | 49°22′59″ s. š., 12°47′02″ v. d. | Čerchovský | modrá turistická značka · zelená turistická značka   |
| 2. | Dyleň          | 0940          | 336          | 10,4 → Lesný          | 49°58′05″ s. š., 12°30′10″ v. d. | Dyleňský   | červená turistická značka · zelená turistická značka |
| 3. | Přimda         | 0848          | 228          | 14,8 → Velký Zvon     | 49°40′58″ s. š., 12°40′06″ v. d. | Přimdský   | naučná turistická značka                             |
| 4. | Škarmanka      | 0888          | 185          | 06,7 → Čerchov        | 49°27′13″ s. š., 12°45′04″ v. d. | Čerchovský | červená turistická značka                            |
| 5. | Plešivec       | 0767          | 138          | 05,3 → Přimda         | 49°43′03″ s. š., 12°36′49″ v. d. | Přimdský   | neznačeno                                            |
| 6. | Výšina         | 0708          | 132          | 02,9 → Velký Zvon     | 49°33′30″ s. š., 12°40′56″ v. d. | Čerchovský | neznačeno                                            |
| 7. | Starý Herštejn | 0878          | 125          | 03,2 → Škarmanka      | 49°28′20″ s. š., 12°44′51″ v. d. | Čerchovský | červená turistická značka                            |
| 8. | Nad Zámečkem   | 0721          | 124          | 04,3 → Květná skalina | 49°25′48″ s. š., 12°41′34″ v. d. | Čerchovský | neznačeno                                            |
| 9. | Kamenný vrch   | 0739          | 112          | 03,6 → Málkovský vrch | 49°36′41″ s. š., 12°39′58″ v. d. | Přimdský   | neznačeno                                            |

## Seznam ultratisícovek
Ultratisícovky jsou hory s nadmořskou výškou alespoň 1000 metrů, prominencí (převýšením od klíčového sedla) alespoň 100 metrů a izolací alespoň 1 km. Jsou tedy průnikem nejvyšších a nejprominentnějších hor. Jedinou ultratisícovkou Českého lesa je Čerchov.
| #   | Vrchol  | Výška m n. m. | Promi- nence | Izolace (km)         | Souřadnice                       | Podcelek   | Přístup                                            |
| --- | ------- | ------------- | ------------ | -------------------- | -------------------------------- | ---------- | -------------------------------------------------- |
| 01. | Čerchov | 1042          | 527          | 19,4 → Schwarzriegel | 49°22′59″ s. š., 12°47′02″ v. d. | Čerchovský | modrá turistická značka · zelená turistická značka |